# 旅のアルバム世界の工芸品
『旅のアルバム世界の工芸品』（たびのアルバムせかいのこうげいひん）は、NHK-BSで放送されている番組。

## 概要
世界各地の伝統的な工芸品の工程を職人の姿を交えながら紹介する番組。ハイビジョンで実験放送した『世界とてもクラフト』（1998年～1999年）のVTR部分を再編集した番組である。2002年4月7日に放送開始。銅器、ウクレレ、スケート靴、コークハット、カヤックといった各国の伝統品を紹介。2003年2月23日まで全40作放送され、以降も深夜2時〜3時台を中心に不定期の放送となり、2022年3月を最後に放送されていない。

## ナレーション
- 天野ひかり